# Barbanera (almanacco)
(Giuseppe Gioachino Belli, La coletta p'er tempo bbono)
Barbanera è un celebre almanacco stampato per la prima volta a Foligno intorno alla metà del Settecento, ancora oggi pubblicato annualmente e diffuso su tutto il territorio nazionale.
Fin dalle prime edizioni, esce parallelamente nella forma di calendario da parete e almanacco tascabile e propone tradizionalmente, oltre al calendario, alle previsioni meteorologiche e all'indicazione delle fasi lunari, effemeridi, consigli per l'agricoltura e la vita in casa, curiosità, proverbi, "aneddoti, ricette empiriche e previsioni stravaganti ma sempre possibili e talvolta avveratesi, donde la sua celebrità".
Grazie a una fitta rete di distribuzione e all'originalità e utilità dei suoi contenuti, diviene già nell'Ottocento tanto popolare da essere oggetto di molteplici imitazioni in tutta Italia.
Il nome che lo contraddistingue deriva forse dall'immagine riportata sui frontespizi delle edizioni più antiche, che ritraevano un uomo dalla folta barba nera, definito astronomo, astrologo e filosofo. Raffigurato con i suoi strumenti di lavoro (così come compare ancora oggi nel francobollo a lui dedicato dalle Poste italiane), presentava in rima la propria vocazione:
La grande diffusione dell'almanacco e il fascino misterioso del personaggio fanno sì che il termine "barbanera" entri nel gergo comune fino a divenire nel tempo sinonimo stesso di "almanacco" e "lunario", come attestano diversi dizionari.
La natura popolare e la diffusione nei tempi passati soprattutto nelle campagne di lunari provvisti di previsioni e predizioni sul futuro, porta a un utilizzo estensivo del termine Barbanera anche come "trattato scadente di astrologia" o di "astrologo sprovveduto". Questo uso contraddice però l'utilizzo di una locuzione quale “perdere il lunario” proprio nel senso opposto di perdere il buon senso.

## La storia editoriale
Barbanera è l'erede di una tradizione molto più antica legata alla storia tipografica e commerciale della città di Foligno, da sempre luogo di produzione di almanacchi e lunari.
È la famiglia Campitelli, con la tipografia fondata dal capostipite Niccolò (attivo dal 1694 al 1720), a riprendere e ad avviare al successo nel 1774 il famoso Barbanera, con cui recuperava la linea editoriale iniziata da Pompeo Campana, editore del Discorso Generale del Famoso Barbanera per l'anno 1762. Giambattista Campitelli (1780-1824) è il primo editore-tipografo a proporre una versione dell'almanacco in opuscolo (il formato che si affermerà fino ai giorni nostri): il primo libretto di cui si ha notizia, di sessantaquattro pagine, è del 1768 e identifica Barbanera come "astronomo parigino".
Decenni più tardi, alla fine del XIX secolo, Giovambattista Bocci Campitelli riesce a far guadagnare a questi lunari una diffusione quasi nazionale, arrivando a distribuirne circa 400 000 copie nell'Italia centromeridionale.
Il successo riscosso stimola altri tipografi a pubblicarne nuove versioni: oltre ai Campitelli, concorrono alla sua produzione e fortuna le stamperie di Fofi e Tomassini (fino al 1891), e, nel Novecento, ancora altri editori folignati, tra i quali la Società Poligrafica Salvati e la tipografia di Giuseppe Campi.
Nel 1937 il senatore Benedetto Pasquini, amministratore della Salvati, acquista la testata dai Campitelli e, con discreta fortuna, firma di suo pugno l'almanacco.
Malgrado il passaggio di consegne da Campitelli a Salvati, nel 1938 nella sola Foligno escono contemporaneamente quattro distinte edizioni del Barbanera pubblicate da tipografi diversi
.
Per fare fronte alla concorrenza, Salvati e Campi giungono a un accordo e si impegnano a immettere sul mercato un almanacco Barbanera che ricalchi in tutto e per tutto il modello introdotto da Campitelli a continuazione di una tradizione oramai secolare.
Dalla prima metà del XX secolo, la casa editrice Campi, oggi Editoriale Campi, acquisisce in esclusiva i diritti del marchio Barbanera.

### La "famiglia" dei Barbanera
La diffusione del Barbanera supera ben presto i confini locali, tanto che già dalla fine del Settecento in diverse città italiane se ne pubblicano differenti edizioni; così, ad esempio, a Bologna, dove compare nel 1796 per i tipi della Colomba con il titolo Il girasole ossia orologio celeste del vero e unico Barbanera. Ancora altre edizioni, autorizzate o contraffatte, si stampano a Loreto e a Perugia, come a Palermo, Roma, Napoli. Durante i principali flussi migratori che portano gli italiani oltreoceano, vengono pubblicate speciali versioni del Barbanera a uso degli emigranti, stampate a Napoli, New York e Buenos Aires. Queste pubblicazioni uniscono ai contenuti classici d'almanacco indicazioni pratiche per gli emigranti, come istruzioni per il viaggio o consigli sulle "rimesse" di denaro alle famiglie rimaste in Italia, informazioni che fanno del "Barbanera overseas" uno strumento di mediazione interculturale di particolare efficacia.

### I lettori e il successo nel tempo
Fino alla metà degli anni Settanta del Novecento, questo almanacco è una lettura apprezzata soprattutto dai ceti rurali, attratti dall'utilità dei suoi contenuti e dalla semplicità dello loro formulazione. Venduto per fiere e mercati da cantastorie e venditori ambulanti, diventa presenza abituale nelle case di tanti italiani, appeso in cucina o nella stalla e acquistato ogni anno a partire dal mese di settembre. La sua ampia diffusione ne fa, con i "foglioni" e altre pubblicazioni di interesse popolare, uno strumento di divulgazione della lingua italiana.
La sua grande popolarità è dimostrata dal suo ricorrere in romanzi e saggi, citato spesso come lettura prediletta o presenza consueta nel quotidiano da personalità illustri e personaggi letterari.
Così scrive Gabriele D'Annunzio, la cui collezione del Barbanera è ancora oggi conservata al Vittoriale degli Italiani:
E così ne parla Eugenio Giovannetti nel suo Satyricon:
Emilio Cecchi, riferendosi al modello leopardiano, propone un dialogo tra un venditore di almanacchi e un passeggere:
Passeggere: Avete il Barbanera?

Venditore: Eccole il vero Barbanera... È il più antico e rinomato lunario d’Italia. Guardarsi, signore, dalle contraffazioni!»
Ancora nel 2012 Umberto Eco dedica una Bustina di minerva al Barbanera e, rileggendo Camporesi, sottolinea come i consigli presenti sull'almanacco folignate «fanno sentire in armonia con la natura».

### Barbanera oggi
Barbanera oggi esce sotto forma di almanacco e di calendario da parete o da tavolo. Tirato per un totale annuo di 2 500 000 copie, viene diffuso attraverso edicole e librerie e come omaggio diretto da parte di aziende ai propri clienti quale strenna di fine anno.

## La Fondazione Barbanera 1762
La raccolta di documenti legati alla figura di Barbanera e alla sua tradizione ha portato alla costituzione della Fondazione Barbanera 1762, ente no profit dedito allo studio e alla valorizzazione della cultura almanacchistica. Nata per volontà dell'editore Feliciano Campi, questa fondazione custodisce l'archivio storico dell'editore Campi che comprende documenti (recensioni, bossi tipografici, materiali di stampa) riguardanti l'almanacco, la sua storia, la sua fortuna e una vasta biblioteca specializzata in editoria popolare. Tra le varie raccolte, conserva una significativa collezione di almanacchi, calendari e altre testimonianze di editoria a larga circolazione e un originale fondo antico volto a ricostruire i quotidiani strumenti di studio dell'astrologo pronosticatore.

## Barbanera "Memoria del Mondo" Unesco
Nel 2015 l'UNESCO ha accolto la Collezione di almanacchi Barbanera conservata a Spello presso la fondazione Barbanera 1762 (precisamente 356 pubblicazioni tra almanacchi a libretto e lunari da parete pubblicati dal 1762 al 1962) nel Memory of the World Register, il programma che censisce e tutela i principali patrimoni documentari dell'umanità. Nell'inserire la collezione nel prestigioso registro, l'Unesco ha riconosciuto all'almanacco Barbanera valore di universalità quale simbolo di un genere letterario che ha contribuito a creare la cultura di massa e l'identità di intere nazioni.